# Mystriophis
Mystriophis – rodzaj ryb promieniopłetwych z podrodziny Ophichthinae w obrębie rodziny żmijakowatych (Ophichthidae).

## Rozmieszczenie geograficzne
Do rodzaju należą gatunki występujące w wodach wschodniego Oceanu Atlantyckiego.

## Morfologia
Długość ciała do 140 cm; brak danych dotyczących masy ciała.

## Systematyka
Rodzaj zdefiniował w 1856 roku niemiecki paleontolog i przyrodnik Johann Jakob Kaup w artykule poświęconym przeglądowi ryb węgorzokształtnych opublikowanym w czasopiśmie Archiv für Naturgeschichte. Gatunkiem typowym jest (późniejsze oznaczenie) M. rostellatus.

### Etymologia
Mystriophis: gr. μυστριον mustrion ‘łyżeczka’, zdrobnienie od μυστρον mustron ‘łyżka’; οφις ophis, οφεως opheōs ‘wąż’.

### Podział systematyczny
Do rodzaju należą następujące gatunki:
- Mystriophis crosnieri Blache, 1971
- Mystriophis rostellatus (Richardson, 1848)